# Eventos de tiro da ISSF

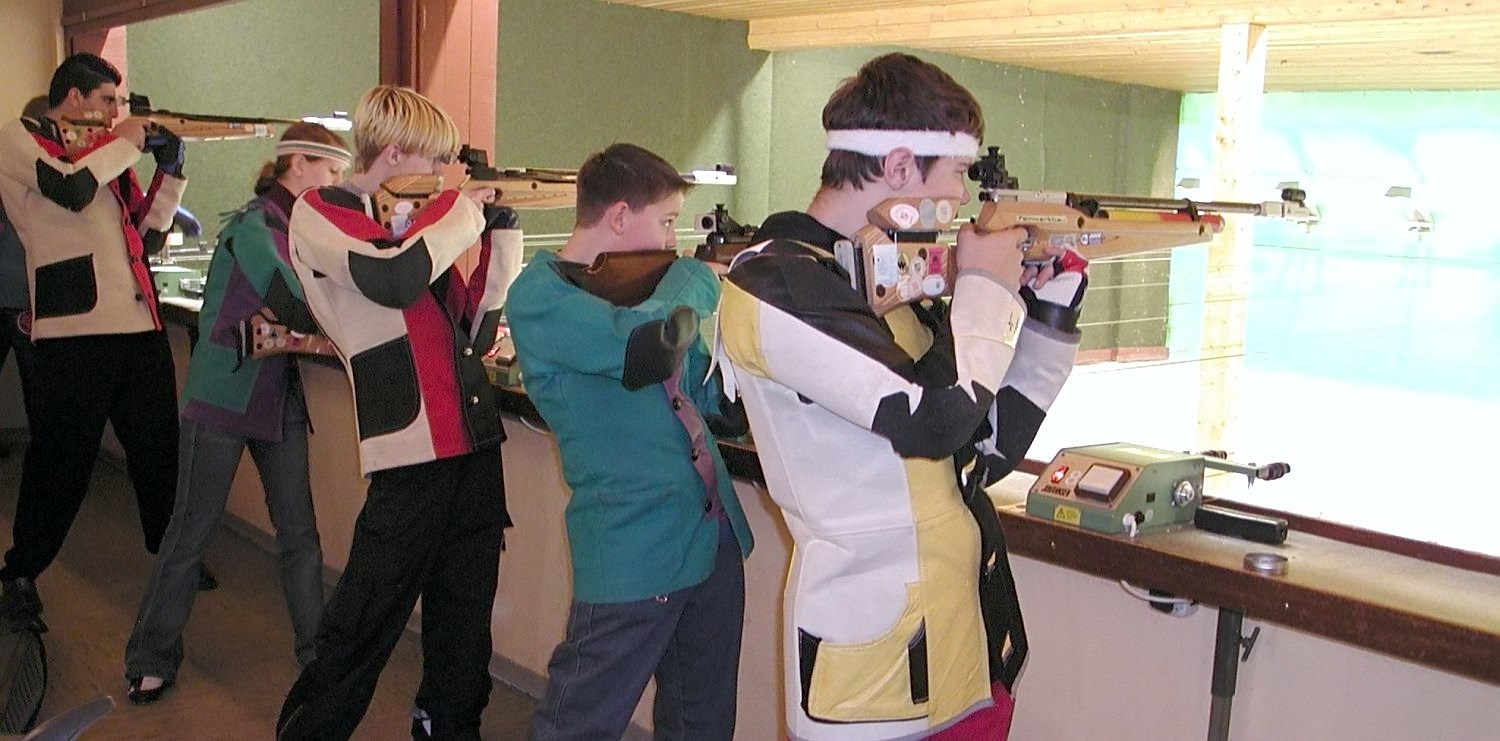
Competição de Carabina de ar a 10 metros.

A Federação Internacional de Esportes de Tiro reconhece vários eventos de tiro, alguns dos quais com status olímpico. Eles são divididos em quatro disciplinas: carabina, pistola, espingarda e alvo móvel.
As principais distinções entre os diferentes eventos da carabina são as distâncias do alvo e as posições de tiro utilizadas. Para as outras disciplinas, a posição está sempre em pé, e as mudanças incluem limites para os tempos dos disparos e diferentes tipos de alvos.

## Os eventos atuais
| Evento                              | Olímpicos | Olímpicos | Olímpicos    | Campeonatos Mundiais | Campeonatos Mundiais | Campeonatos Mundiais | Campeonatos Mundiais | Campeonatos Mundiais | Campeonatos Mundiais | Nomes antigos                                                          |
| Evento                              | Masculino | Feminino  | Equipe mista | M                    | F                    | Equipe mista         | JrM                  | JrF                  | Jr Equipe mista      | Nomes antigos                                                          |
| ----------------------------------- | --------- | --------- | ------------ | -------------------- | -------------------- | -------------------- | -------------------- | -------------------- | -------------------- | ---------------------------------------------------------------------- |
| Eventos de Carabina                 |           |           |              |                      |                      |                      |                      |                      |                      |                                                                        |
| Carabina a 300 metros três posições | 1900–1972 |           |              | ✔                    | ✔                    |                      |                      |                      |                      | Carabina livre                                                         |
| Carabina a 300 metros pronado       |           |           |              | ✔                    | ✔                    |                      |                      |                      |                      | Carabina livre                                                         |
| Carabina padrão a 300 metros        |           |           |              | ✔                    |                      |                      |                      |                      |                      |                                                                        |
| Carabina a 50 metros três posições  | ✔         | ✔         |              | ✔                    | ✔                    |                      | ✔                    | ✔                    |                      | Carabina livre (masculino) Carabina padrão/Carabina esporte (feminino) |
| Carabina a 50 metros pronado        | 1912–2016 |           |              | ✔                    | ✔                    |                      | ✔                    | ✔                    |                      | Carabina livre (masculino) Carabina padrão/Carabina esporte (feminino) |
| Carabina de ar a 10 metros          | ✔         | ✔         | ✔            | ✔                    | ✔                    | ✔                    | ✔                    | ✔                    | ✔                    |                                                                        |
| Eventos de pistola                  |           |           |              |                      |                      |                      |                      |                      |                      |                                                                        |
| Pistola a 50 metros                 | 1896–2016 |           |              | ✔                    |                      |                      | ✔                    |                      |                      | Pistola livre                                                          |
| Pistola a 25 metros                 |           | ✔         |              |                      | ✔                    |                      | ✔                    | ✔                    |                      | Pistola esporte                                                        |
| Pistola de fogo rápido a 25 metros  | ✔         |           |              | ✔                    |                      |                      | ✔                    |                      |                      |                                                                        |
| Pistola de fogo central a 25 metros |           |           |              | ✔                    |                      |                      |                      |                      |                      |                                                                        |
| Pistola padrão a 25 metros          |           |           |              | ✔                    |                      |                      | ✔                    |                      |                      |                                                                        |
| Pistola de ar a 10 metros           | ✔         | ✔         | ✔            | ✔                    | ✔                    | ✔                    | ✔                    | ✔                    | ✔                    |                                                                        |
| Eventos de espingarda (escopeta)    |           |           |              |                      |                      |                      |                      |                      |                      |                                                                        |
| Skeet                               | ✔         | ✔         |              | ✔                    | ✔                    |                      | ✔                    | ✔                    |                      |                                                                        |
| Trap                                | ✔         | ✔         | ✔            | ✔                    | ✔                    | ✔                    | ✔                    | ✔                    | ✔                    |                                                                        |
| Trap duplo                          | 1996–2016 | 1996–2004 |              | ✔                    |                      |                      | ✔                    |                      |                      |                                                                        |
| Eventos de alvo móvel               |           |           |              |                      |                      |                      |                      |                      |                      |                                                                        |
| Alvo móvel a 50 metros              | 1972–1988 |           |              | ✔                    |                      |                      | ✔                    |                      |                      | Javali móvel                                                           |
| Alvo móvel a 50 metros misto        |           |           |              | ✔                    |                      |                      | ✔                    |                      |                      | Javali móvel                                                           |
| Alvo móvel a 10 metros              | 1992–2004 |           |              | ✔                    | ✔                    |                      | ✔                    | ✔                    |                      |                                                                        |
| Alvo móvel a 10 metros misto        |           |           |              | ✔                    | ✔                    |                      | ✔                    | ✔                    |                      |                                                                        |

## Fabricantes
Várias empresas projetam e fabricam armas de fogo especificamente para uso em eventos de tiro ISSF. Algumas empresas são especializadas em armas pneumáticas (carabina e pistola), enquanto outras são especializadas em pistolas, seja de ar comprimido ou de pequeno calibre. Para eventos de espingarda, são utilizadas armas dos fabricantes tradicionais de espingarda.
Eis algumas dessas empresas:
| Nome        | País     | Especialidade              |
| ----------- | -------- | -------------------------- |
| Anschütz    | Alemanha |                            |
| Benelli     | Itália   |                            |
| Beretta     | Itália   |                            |
| Bleiker     | Suíça    |                            |
| Feinwerkbau | Alemanha |                            |
| Hämmerli    | Suíça    |                            |
| Morini      | Suíça    | pistolas                   |
| Pardini     | Itália   | pistolas                   |
| Perazzi     | Itália   | escopetas                  |
| Steyr       | Áustria  | carabinas e pistolas de ar |
| Walther     | Alemanha |                            |

## Livros abordando eventos ISSF
- Buhlmann et al., Ways of the Rifle, Rev. Ed. (2009)
- Leatherdale, Frank & Paul Leatherdale, Successful Pistol Shooting, Rev. Ed., Wiltshire, Eng.:  Crowood, 1995
- Antal, Dr. Laslo, Competitive Pistol Shooting, 2nd Ed., London:  A & C Black, 1989
- Leatherdale, Frank & Paul Leatherdale, Successful Pistol Shooting, Wiltshire, Eng.:  Crowood, 1988
- Yur'Yev, A.A., Competitive Shooting, [translation of 1973 work], Washington: National Rifle Association, 1985
- Antal, Dr. Laslo, The Target Gun Book of UIT Pistol Shooting, Droitwitch, Eng.: Peterson, 1985
- Antal, Dr. Laslo & Ragnar Skanaker, Pistol Shooting, Liverpool, [authors], 1985
- Chandler, John, The Target Gun Book of Pistol Coaching, 2nd Ed., Droitwich, Eng.:  Peterson, 1985
- Antal, Dr. Laslo, Competitive Pistol Shooting, West Yorkshire:  EP, 1983
- Chandler, John, The Target Gun Book of Pistol Coaching, Droitwich, Eng.:  Peterson, 1983
- Freeman, Maj Peter Cuthbert, Target Pistol Shooting, London, Faber and Faber, 1981
- Hinchliffe, K.B., Target Pistol Shooting, London:  David and Chartes, 1981
- Antal, Dr. Laslo, Pistol Shooting, Small-Bore Pistols and Air Pistols, Know the Game Series, West Yorkshire: EP, 1980
- Standl, Hans, Pistol Shooting as a Sport, New York:  Crown, 1976
- Freeman, Maj Peter Cuthbert, Modern Pistol Shooting, London:  Faber and Faber,1968